# Najas horrida
Najas horrida är en dybladsväxtart som beskrevs av Alexander Karl Heinrich Braun och Paul Wilhelm Magnus. Najas horrida ingår i släktet najasar, och familjen dybladsväxter. Inga underarter finns listade.